# 拉博島
拉博島（英語：Rabot Island）是南極洲的群島，屬於比斯科群島的一部分，位於雷諾島以南16公里，毗鄰南極半島西岸，島嶼長8公里、寬3.2公里，被高度達100米的冰層覆蓋，阿根廷、智利和英國均宣稱擁有主權。
65°54′S 65°59′W / 65.900°S 65.983°W